# Соснівка (Черкаси)
Сосні́вка (вимоваⓘ) — мікрорайон міста Черкаси, Україна.
Мікрорайон розташований на північній околиці міста Черкаси. До нього з північного боку безпосередньо примикає Черкаський бір. В 18-19 століттях Соснівка була заміською територією міста, де стояли дачі для відпочинку відомих людей.
Сьогодні в мікрорайоні розташовані парк «Сосновий бір», який був закладений графом Воронцовим ще у XVIII столітті, та багато медично-лікувальних закладів — Черкаська обласна лікарня, Черкаська міська лікарня № 1, поліклініки, готель «Україна» тощо.